# 陳垣崇
陳垣崇（1948年9月24日—），台湾医学家和发明家，中央研究院院士及生物醫學科學研究所第三任所長（2001-2010）。他的許多醫學創新研究，已運用在臨床上，改善病人照護。

## 生平
出身醫生世家的陳垣崇，父親是台大醫院小兒科權威陳炯霖醫師（1917-2015），從小就天資聰穎並喜好研究，高中時的陳垣崇就非常熱愛化學，一心想做研究，目標則是台大化學系，但身為台大醫學院教授的父親卻委婉地告訴他，學醫不一定要行醫，也可以做研究，這才讓他改填台大醫科。當年他以第一名保送進台大醫學系。台大醫科到大四、大五時，大都到醫院實習，陳垣崇卻選擇進入老師的實驗室。但這樣的他，卻對當醫生興趣不大，在醫學院六年級時，受到全球第一個人類定序基因影響，對人類基因解碼感到興趣，因而投入可做研究亦可幫助他人的基因工程研究領域。
一般人認識陳垣崇，起於他找到第一型肝醣貯積症的治療方法，但真正讓他在醫界發光發熱的是龐貝氏症治療藥物阿糖苷酶α（商品名：美而贊/Myozyme）的發明及藥物不良反應基因的發現。

## 學術生涯
- 早期的研究生涯，是利用鑑定基因的基礎開發出以DNA為基礎的診斷技術，來診斷代謝性疾病，包括肝醣儲積症（glycogen storage diseases）及中鏈醯基輔酶缺乏症（英语：Medium-chain acyl-coenzyme A dehydrogenase deficiency）（medium chain acyl Co-A dehydrogenase deficiency）。
- 發展出二種嚴重的遺傳代謝性疾病療法，成為目前該疾病的標準治療方法，其一是有效的使用玉米澱粉療法治療遺傳性第一型醣類儲存疾病所發生的嚴重低肝醣血症；其二是以酵素置換法發展出有效新藥Myozyme治療罕見疾病龐貝氏症。
- 發現VKORC1（英语：VKORC1）基因對於廣泛被使用的抗凝血劑华法林（Warfarin）的使用計量扮演重要的角色，研究團隊並進一步參與國際華法林聯盟，利用基因與臨床的數據演算出一個計算公式，能夠預測個人最理想的華法林用藥劑量，避免不正常出血的發生。
- 發現治療癲癇用藥卡马西平（Carbamazepine）引起藥物不良反應的基因標記HLA-B*1502，以及治療痛風用藥别嘌醇（Allopurinol），引起藥物不良反應的基因標記HLA-B*5801。
- 幾項藥物基因體學研究成果促使藥物食品檢驗局重新標示常用醫師處方藥華法林、卡巴氮平及别嘌醇，建議醫師在用藥前應先檢測基因，提供醫師開立處方時在選擇用藥及劑量的參考，以預防病人發生藥物不良反應[3]。

## 學術榮譽
- 美國醣原儲存疾病學會榮譽獎（1992年）
- 美國最佳醫師獎（1992-1999）
- 美國兒童Pompe疾病基金會JC Pompe獎第一獲獎人（2000年）
- 第一屆永信李天德醫藥科技獎-卓越醫藥科技獎（2006年）
- 第十五屆台美基金會人才成就獎之《科技工程成就獎》（2007年10月）
- 美國杜克大學第一屆醫學創新獎（2012年1月）

## 其他
陳垣崇是龐貝氏症上市解藥阿糖苷酶α（商品名：美而贊/Myozyme）的發明人。這個藥物拯救了許多原本無藥可救的生命，由哈里遜·福特和布蘭登·費雪主演的好萊塢電影《愛的代價》（Extraordinary Measures）就是描述一個父親為了替二個患有龐貝氏症的孩子尋找救命解藥，以及這個新藥研發的故事。
陳垣崇於2010年6月被檢調偵查其涉嫌違反貪污治罪條例及政府採購法。2011年3月檢方以陳垣崇為順利落實科技移轉，達成「促進研究發展，增進社會、國家、世界福祉」目的，未違反政府採購法而不起訴。在此事件之後，立法院於2011年11月25日三讀通過「科學技術基本法部分條文修正案」；由政府補助、委託或出資的科學技術研發所獲得的智慧財產權及成果，得歸屬於公立學校、機關或公營事業，不受國有財產法相關條文的限制，可依公平效益原則做合適的收益分配。此外，並加入利益衝突迴避及資訊揭露的規定。這個修正案的通過，對於台灣科技發展是一個重要的里程碑。